# Боркі (Седлецький повіт)
Боркі (пол. Borki) — село в Польщі, у гміні Водине Седлецького повіту Мазовецького воєводства.
Населення — 114 осіб (2021).
У 1975-1998 роках село належало до Седлецького воєводства.

## Демографія
Демографічна структура станом на 2021 рік:
|          | Загалом | Допрацездатний вік | Працездатний вік | Постпрацездатний вік |
| -------- | ------- | ------------------ | ---------------- | -------------------- |
| Чоловіки | 58      | 13                 | 37               | 8                    |
| Жінки    | 56      | 10                 | 29               | 17                   |
| Разом    | 114     | 23                 | 66               | 25                   |